# ناتان آدامز
ناتان مارک آدامز (انگلیسی: Nathan Mark Adams؛ زادهٔ ۶ اکتبر ۱۹۹۱) یک بازیکن فوتبال اهل انگلستان است.